# ジョージ・エルガー・ヒックス
ジョージ・エルガー・ヒックス（George Elgar Hicks、1824年3月13日 – 1914年7月4日）はイギリスの画家である。

## 略歴
ハンプシャーのLymingtonで生まれた。裕福な法律家の息子で、両親に医者になることを勧められ、1840年から1842年までユニヴァーシティ・カレッジ・ロンドンで医学を学んだが、画家になる決意をして、当時としては比較的遅いスタートであったが画家の修行を始めた。ロンドンにサス（Henry Sass）が設立した美術学校で学んだ後、1844年までにはロイヤル・アカデミー・オブ・アーツの美術学校に入学した。1847年に結婚し、8人の子供の父親となったが、画家としての人気はしばらく出ることはなかった。
1859年に、当時人気が高かった風俗画家、ウィリアム・フリスの大きい画面に、多くの人物を描くスタイルの作品を描いて成功し、しばらくそのスタイルの作品を描いた。1860年代の終わりまでに、風俗画の人気が衰えた後は歴史の題材や人物画を描いた。

## 作品

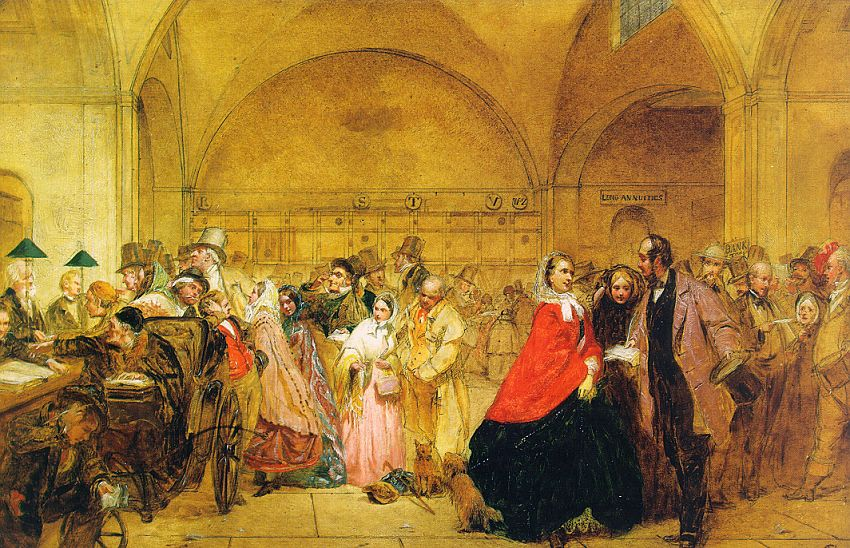
配当日のイングランド銀行 (1858)
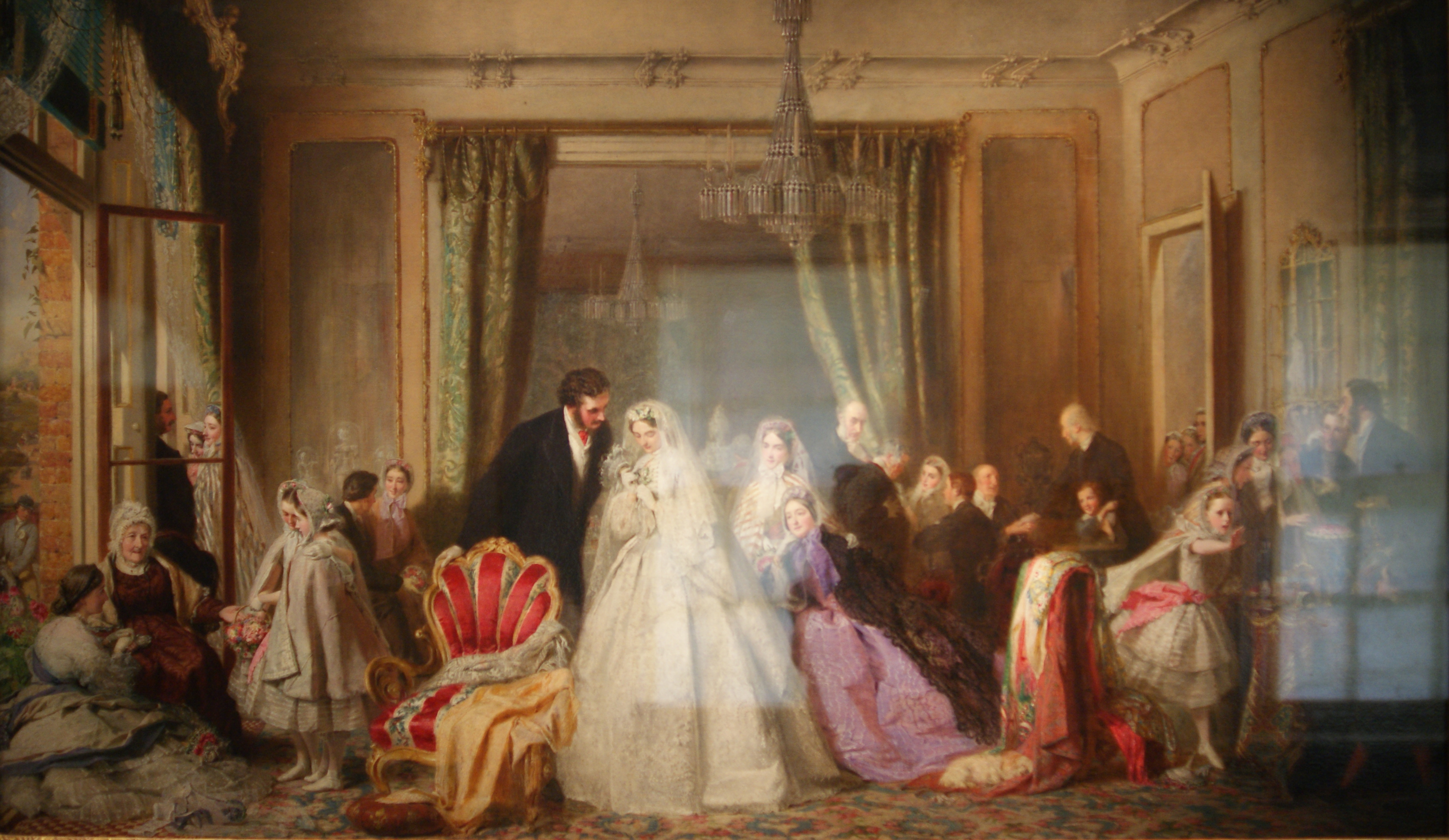
Changing Homes. (1862)

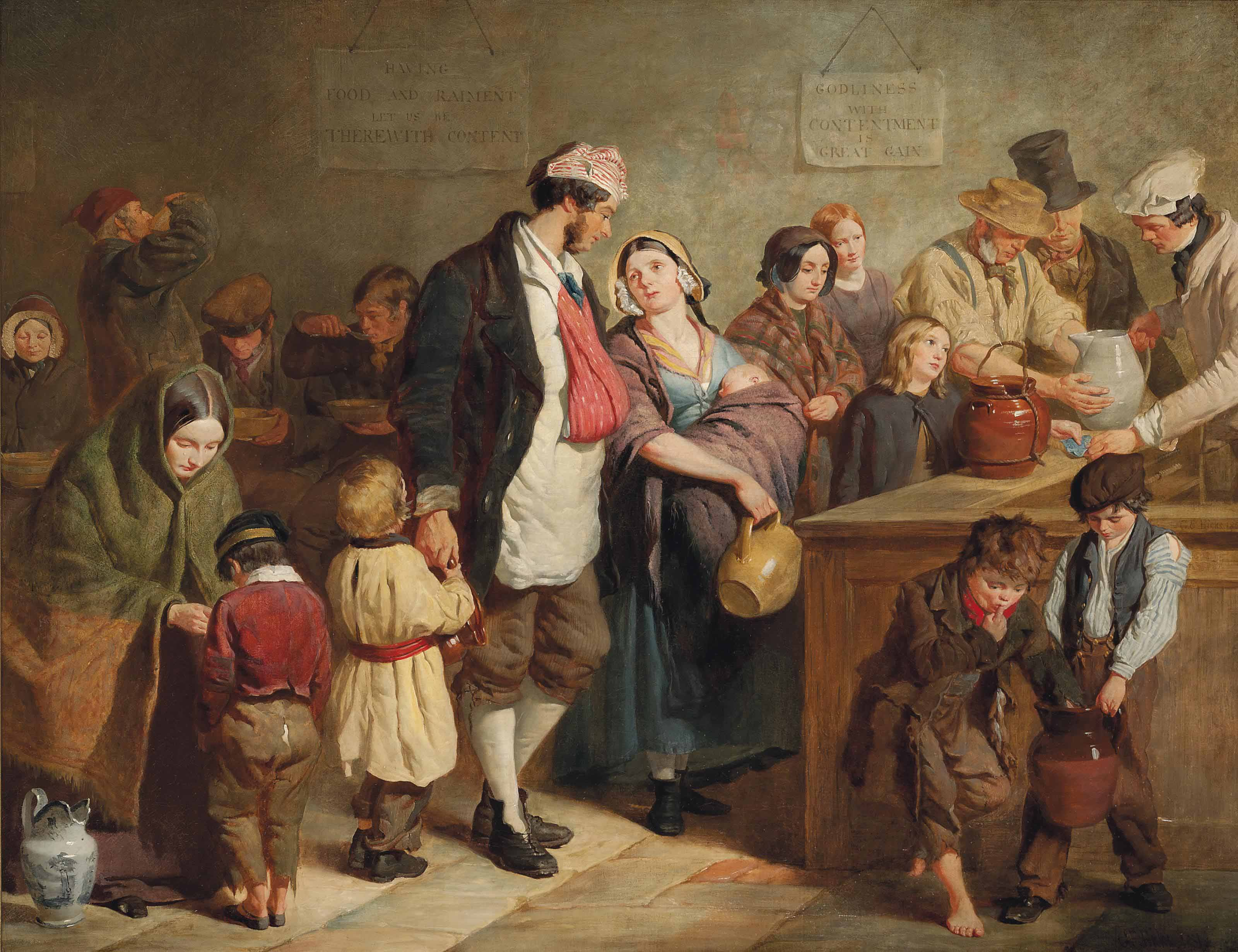
The Parish Soup Kitchen(1851)
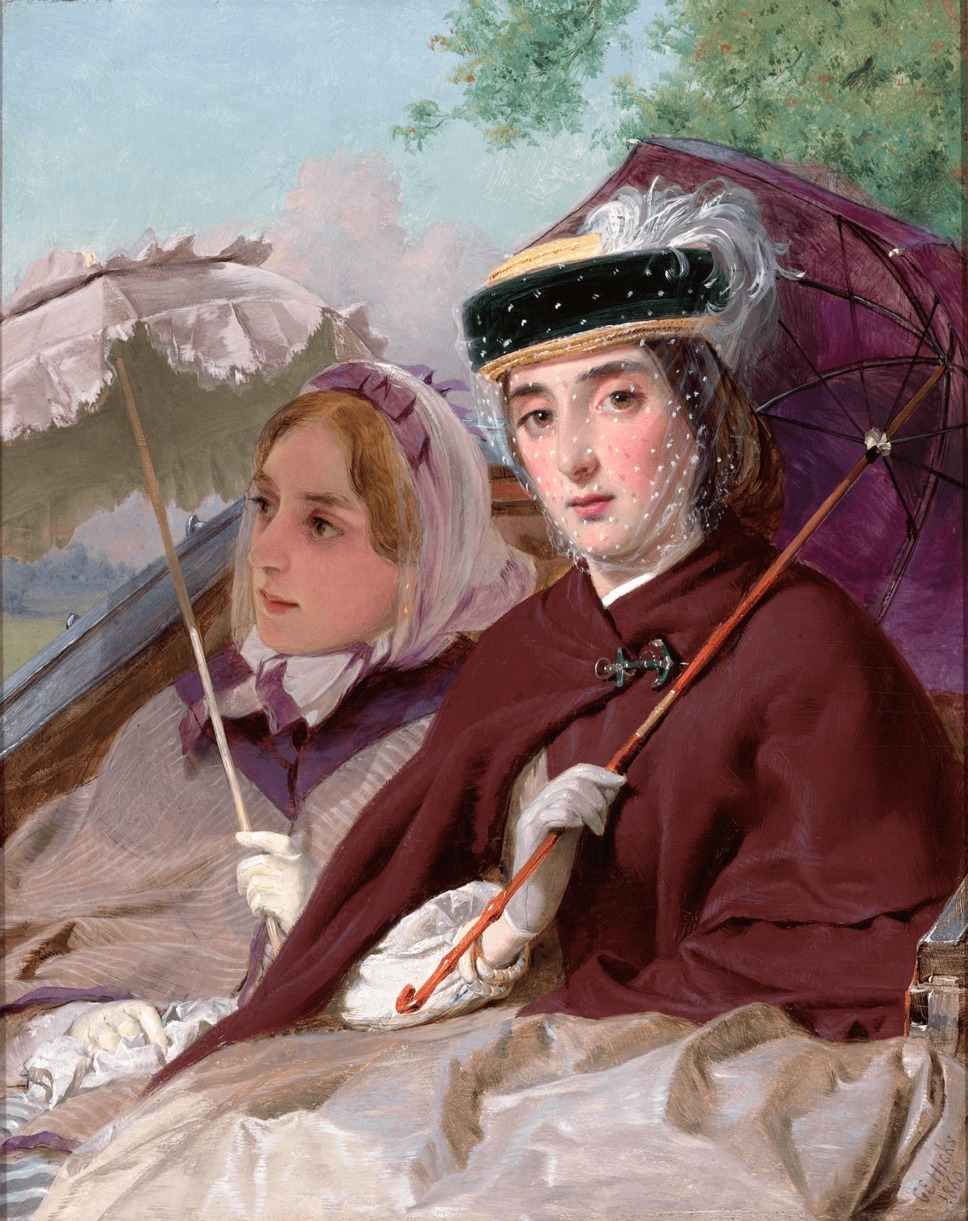
The Drive, or Two Misses Perry (1860)
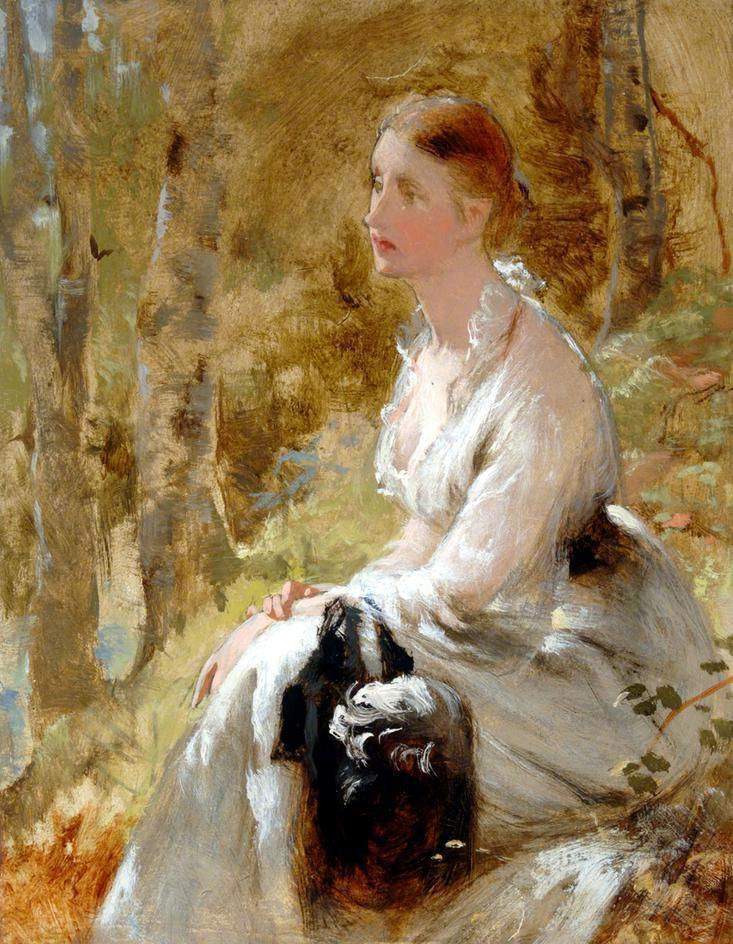
白いドレスの女性 (1879)
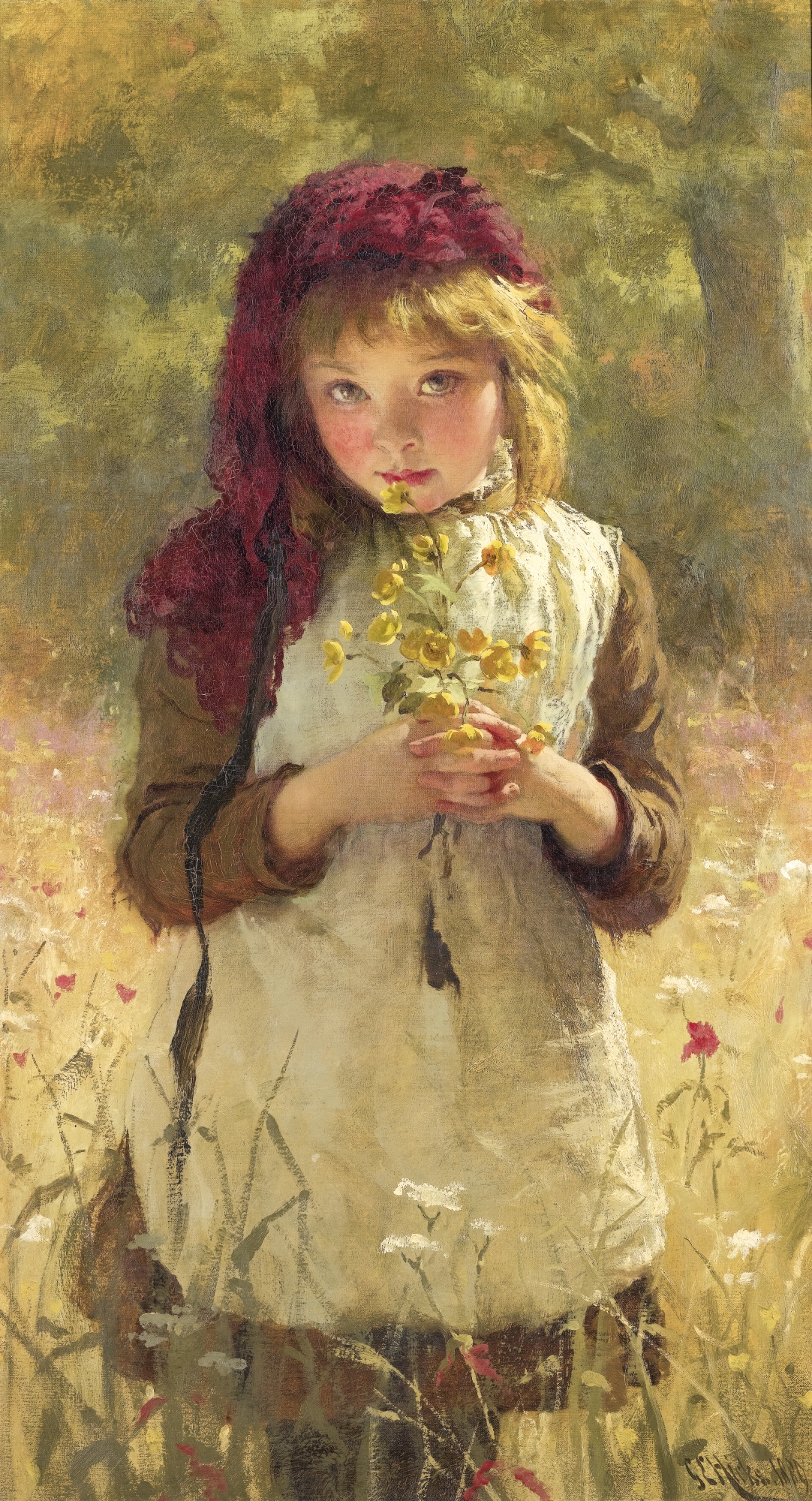
キンポウゲ (1889)

## 関連図書
- Hicks, G. E. A Guide to Figure Drawing" (1869).
- Allmond, Rosamond. George Elgar Hicks: Painter of Victorian Life (Geffrye Museum, 1982).